# Nectomys rattus
Nectomys rattus is een zoogdier uit de familie van de Cricetidae. De wetenschappelijke naam van de soort werd voor het eerst geldig gepubliceerd door Pelzen in 1883.